# Grève des mineurs de 2007 en Afrique du Sud
La grève des mineurs de 2007 en Afrique du Sud est une grève d’un jour qui a eu lieu à l’appel de l’Union nationale des mineurs avec pour revendication une amélioration des conditions de travail et de la sureté dans l’industrie minière du pays. Il s’agit de la première grève de l’industrie minière dans l’histoire de l’Afrique du Sud.

## Histoire
Le 27 novembre 2007, l’Union nationale des mineurs annonce que les mineurs sud-africains seront en grève pour protester contre les conditions de travail non sûres.

## Grève
Le 4 décembre 2007, la grève concerne 240 000 travailleurs dans plus de 60 mines du pays. La grève a été stimulée par l’augmentation du nombre de morts de 2006 à 2007 (plus de 226 morts en septembre 2007 et 199 en 2006), en dépit d’un plan gouvernemental démarré en octobre chargé de réduire les accidents mortels. Entre 5 000 et 30 000 personnes se sont rassemblées à Johannesburg pour protester contre les conditions de travail.
Dans certaines mines, moins de 5 % des mineurs sont allés travailler ce jour-là.

## Réaction
AngloPlat a annoncé qu’il avait réduit sa production annuelle de 9 000 onces (255 kg) de platine en raison de la grève.